# Alphonso Taft
Alphonso Taft, född 5 november 1810 i Townshend i Vermont, död 21 maj 1891 i San Diego i Kalifornien, var en amerikansk politiker och far till USA:s 27:e president William Howard Taft.
Under studietiden vid Yale grundade han det hemliga sällskapet Skull and Bones tillsammans med studiekamraten William Huntington Russell.
1876 tjänstgjorde han som USA:s krigsminister under president Ulysses S. Grant. Han var USA:s justitieminister 1876-1877.
1882 var Taft ambassadör till Österrike-Ungern och 1884-1885 ambassadör till Tsarryssland.
Både sonen, president William Howard Taft, och sonsonen senator Robert Taft var medlemmar i Skull and Bones som Alphonso Taft grundade. Politiska dynastin Tafts arvtagare, avgående guvernören av Ohio Bob Taft (dvs. Robert Alphonso Taft II) är sonson till Alphonsos sonson Robert.